# Dikho
Dikho o Dikhow o Dikhao és un riu d'Assam que neix a Nagaland. Després de córrer al nord i oest, entra a Assam i desaigua al Brahmaputra. La seva longitud total és d'uns 350 km. A les zones planes passa per lloc amb força població sent les principals ciutat les de Sibsagar i Nazira (Gurgaon). A la seva riba hi ha les antigues capitals ahoms de Charideo (Cheraidoi), Gargaon i Rangpur, i la ciutat de Sibsagar.
El nom és bodo i vol dir "riu de riva amb escaló". Altres noms del riu foren Klongchu, Doiklong, Diksu, Vasistha Ganga, i Namchao (un nom ahom que vol dir "riu d'aigua clara").
Hi navegan bots de fins a 4 tones que poden arribar fins a Bihubar en temps de pluja i fins a Nazira a l'època seca.